# Megaselia luminifrons
Megaselia luminifrons är en tvåvingeart som först beskrevs av Schmitz 1926.  Megaselia luminifrons ingår i släktet Megaselia och familjen puckelflugor. Arten är reproducerande i Sverige. Inga underarter finns listade i Catalogue of Life.